# Edgar Vicedo
Edgar Benjamín Vicedo Ayala (Madrid, 24 agosto 1994) è un cestista spagnolo.

## Biografia
Edgar Benjamín Vicedo Ayala è nato il 24 agosto 1994 a Madrid, Spagna. Ha iniziato la sua carriera nelle giovanili dell’Estudiantes, un club della Liga ACB, la massima divisione del campionato spagnolo. La sua versatilità e abilità difensiva lo hanno reso un prospetto interessante nel panorama del basket spagnolo.
Nel 2012 ha debuttato nella prima squadra dell'Estudiantes, dove ha giocato per diversi anni, diventando un punto di riferimento nel team. Ha anche avuto un'esperienza in prestito alla C.B. Peñas Huesca durante la stagione 2014-2015. Successivamente, ha continuato a evolversi come giocatore, con esperienze in altre squadre della Liga ACB, come il Unicaja Málaga, il Fuenlabrada e l'Obradoiro CAB. Vicedo ha rappresentato la Spagna a livello internazionale, giocando per le nazionali giovanili, vincendo una medaglia d'argento al Campionato Europeo Under-20 2014. Nel corso della sua carriera, ha continuato a migliorare, accumulando esperienza e divenendo un giocatore versatile, apprezzato per la sua difesa e il suo contributo offensivo.

## Caratteristiche tecniche
Edgar Vicedo è un'ala-piccola caratterizzata da una buona capacità di attacco, con un tiro solido sia da lontano che vicino a canestro. È anche un ottimo difensore, capace di difendere contro avversari di diverse posizioni grazie alla sua versatilità e alla sua altezza. La sua agilità e velocità gli permettono di essere un fattore sia in attacco che in difesa. Oltre a queste qualità, Vicedo ha anche una buona visione di gioco, che lo rende un ottimo passatore e un elemento importante nel movimento della palla.